# Ádám Holczer
Ádám Holczer (sinh 28 tháng 3 năm 1988 ở Ajka) là một cầu thủ bóng đá Hungary hiện tại thi đấu cho Ferencváros.